# Il battesimo del fuoco
Il battesimo del fuoco (Chrzest ognia) è il terzo romanzo della Saga di Geralt di Rivia (Saga o wiedźminie) scritta dallo scrittore polacco Andrzej Sapkowski. Venne pubblicato per la prima volta nel 1996, mentre è arrivato sul mercato italiano solo nel 2014 per opera di Editrice Nord.

## Trama
Dopo i drammatici eventi dell'isola di Thanedd, Triss Merigold ha portato Geralt nella foresta del Brokilon, dove le guaritrici delle Driadi hanno soccorso lo strigo, gravemente ferito dopo lo scontro con il mago Vilgefortz di Roggeveen. Geralt affronta una lunga degenza, durante la quale fa la conoscenza dell'arciera Maria Barring, detta Milva, che da mesi aiuta i commando degli Scoia'tael a sfuggire alle grinfie delle milizie degli uomini. Persuasa addirittura da Eithné, la regina delle Driadi, Milva porta allo strigo notizie sul mondo esterno e in particolare della sorte della sua protetta, Ciri. Secondo i suoi informatori, la bambina è stata infine catturata in qualche modo dai Nilfgaardiani e portata al cospetto dell'imperatore Emhyr var Emreis, con il quale sarà costretta a sposarsi. Udite queste infauste novità, Geralt decide immediatamente di partire alla volta del cuore dell'impero per cercare di salvare la ragazzina, pur non essendosi ancora del tutto ripreso; e a lui si uniscono il poeta Ranuncolo e la stessa Milva. Inizialmente i tre decidono di procedere verso sud, attraversare il fiume Jaruga e raggiungere così Cintra. Ben presto però si accorgono che questa via è impraticabile: la situazione internazionale è di nuovo precipitata e l'impero, aiutato dalle truppe del regno di Verden, ha sferrato una violenta offensiva contro i regni di Brugge e di Sodden inferiore, sotto protezione del regno di Temeria. Rimasti al centro degli scontri i tre decidono di effettuare una deviazione verso est.
Durante il viaggio s'imbattono in Cahir Mawr Dyffryn aep Ceallach, tenuto prigioniero da un gruppo di havekar, mercanti senza scrupoli che fanno affari con gli Scoia'tael: sebbene lo strigo muoia dal desiderio di vendicarsi dell'uomo che per tanto tempo ha tormentato Ciri, decide di risparmiargli la vita per la seconda volta. Successivamente il gruppo incontra i nani di Zoltan Chivay, anche loro in fuga dalla guerra e diretti verso est insieme ad alcune donne e bambini di Kernow. Durante il viaggio Ranuncolo fa subito amicizia con Zoltan e la sua banda, e ben presto anche Geralt instaura un rapporto di rispetto reciproco con il nano, di cui ammira la bontà di cuore. La carovana giunge nei pressi del fiume Chotla, dove il terreno da percorrere diventa molto insidioso, e piuttosto che attraversare il fiume per ritrovarsi tra i pericolosi boschi di Alchechengi, decide di tornare indietro e passare per la necropoli elfica di Fen Carn. Qui incontrano il bizzarro Emiel Regis, barbiere e cerusico di Dillingen, in trasferta estiva nel cimitero per raccogliere erbe e preparare medicamenti da usare poi in città durante l'inverno. Geralt e compagni allietano la serata ubriacandosi con il distillato di mandragora prodotto da Regis, che alla fine decide di unirsi al gruppo, non potendo tornare al suo paese e non ritenendo saggio viaggiare da solo. L'indomani il gruppo raggiunge un vicino accampamento di profughi, nel quale pare agisca indisturbato un vampiro. Lo strigo è piuttosto scettico e infatti ben presto scopre che questa voce è stata messa in giro da un prete che adesso si accinge a bruciare sul rogo una presunta strega, che altri non è che una vagabonda, orfana e per giunta malata di mente. Geralt tenta di difendere la donna, proponendo un giudizio divino e sfidando a duello chiunque sostenga la sua colpevolezza; il sacerdote tuttavia non si lascia abbindolare e propone la sua ordalia: estrarre un ferro di cavallo dalle braci ardenti senza riportare bruciature. A salvare la delicata situazione ci pensa Regis, che riesce a compiere correttamente il giudizio divino.
La gioia dura poco, perché un reparto di cavalleria di Nilfgaard attacca l'accampamento. Geralt e Ranuncolo perdono le tracce dei loro compagni e vengono per giunta catturati dalle truppe temeriane giunte in soccorso dei profughi. Per uno scherzo del destino il comandante del presidio è il maresciallo Vissegerd di Cintra, che riconosce lo strigo come il "rapitore" di Ciri e ne ordina la morte per impiccagione. Durante la notte, Geralt e Ranuncolo vengono liberati da Regis ma lo strigo consiglia a quest'ultimo di non incrociare più la sua strada: l'uomo ha capito che il cerusico è un vampiro, e per giunta di grande potenza. Dopo una fuga rocambolesca i due riescono a fuggire dal campo militare e a ricongiungersi con Milva e con Cahir, giunto in aiuto dell'arciera durante lo scontro dell'accampamento dei profughi. Proprio Cahir avverte il gruppo del fatto che Ciri non si trova a Nilfgaard: al cospetto dell'imperatore è stata portata una sosia molto simile alla principessa di Cintra. Per questo Cahir è stato accusato di tradimento e condannato a morte da Emhyr. A catturarlo e ad affidarlo agli havekar era stato il comandante degli Scoia'tael, Isengrim Faolitiarna, che gli aveva precedentemente salvato la vita durante il colpo di Thanedd. Dato che Cahir è riuscito a fuggire, Faolitiarna viene braccato dalle spie di Nilfgaard mandate da Vattier de Rideaux ma riesce a sbarazzarsene senza problemi; l'elfo però decide di risparmiare la vita del comandante dei suoi aggressori affinché faccia sapere all'imperatore che i suoi scoiattoli sono ancora fedeli alla sua causa e non sono in alcun modo in complicità con Vilgefortz.
La compagnia di Geralt, ridotta a soli quattro membri, attraversa finalmente il fiume Ina ma, nonostante gli avvertimenti dello strigo, Regis compare più volte per medicare una brutta ferita alla testa di Ranuncolo e propone di recarsi al circolo dei Druidi delle foreste di Caed Dhu, nell'Angren: essi sapranno certamente districarsi tra gli eventi soprannaturali che circondano Ciri e forse riuscire a localizzarla. In realtà Geralt ha più volte sognato Ciri che viaggia ancora con la banda dei Ratti dove è nota con il nome di Falka e ha stretto un particolare legame affettivo con una di loro, Mistle. La ragazza sembra essersi lasciata completamente alle spalle la sua vita precedente e trascorre le giornate compiendo crimini e razzie e vivendo di eccessi insieme ai suoi nuovi compagni, avendo sviluppato un sadico piacere nell'uccidere. Tuttavia, anche Ciri è ancora tormentata da incubi ricorrenti durante i quali vede spesso Geralt, e ha fugaci visioni dei pericoli che sta affrontando durante il suo viaggio. Intanto la notizia della presenza a Nilfgaard di una falsa Cirilla arriva anche all'orecchio di Sigismund Dijkstra che è diventato di fatto il governatore della Redania, dopo l'assassinio di Re Vizimir, soppiantando la regina Hedwig e il principe Radowid, ancora incapace di regnare. A Dijkstra giunge infatti la confessione di un detenuto della prigione di Drakenborg, tale Nazair, che dichiara di aver contribuito al rapimento della falsa principessa insieme a due complici di Vilgefortz, il mago Rience e il mezzelfo Schirrù, dopo che quest'ultimo aveva ucciso Codringer e Fenn, i due informatori di Geralt a Dorian. Dijkstra fa giungere la notizia anche alla sua ex-amante, Filippa Elihart, che nel frattempo sta portando avanti un suo progetto in gran segreto: ella intende infatti istituire un sodalizio tra sole maghe, di carattere puramente apolitico, che si concentri sulla tutela della magia, che ultimamente si sta indebolendo.
Alla prima riunione della Loggia delle maghe, nel castello di Montecalvo, si presentano figure di spicco quali Margarita Laux-Antille, rettrice di Aretuza, Triss Merigold e Keira Metz, un tempo al servizio di Foltest di Temeria, nonché Sabrina Glevissig e Sheala de Tancarville rispettivamente dai regni di Kaedwen e Kovir. Sorprendentemente alla riunione vengono invitate anche due maghe dei regni nemici: la nilfgaardiana Assire var Anahid, e l'elfa Francesca Findabair, regina della Dol Blathanna; proprio a loro, Filippa chiede di proporre altre tre candidate da far entrare nella Loggia. Alla successiva riunione, la seconda notte di luna piena, Assire invita la sua amica Fringilla Vigo mentre Francesca presenta due candidate: Ida Emean, elfa delle Montagne Azzurre, e a sorpresa anche Yennefer di Vengerberg, che finora aveva tenuto in ostaggio dopo averla trasformata in una statuetta di nefrite durante gli eventi di Thanedd. Inizialmente scettica, Yennefer ha accettato di partecipare alla riunione, dopo aver saputo che Filippa nutre un particolare interesse nei confronti di Ciri. Effettivamente Filippa rivela che la sua visione per un futuro ideale prevede un grande regno sul cui trono sieda una maga: la dodicesima della Loggia. Cirilla in quanto erede di Cintra e particolarmente dotata nelle arti magiche, nonché portatrice del Sangue Antico (essendo discendente dell'elfa Lara Dorren), sarebbe quindi la perfetta candidata. Proprio allora Assire rivela di aver scoperto anche lei che Ciri non si trova a Nilfgaard, cosa confermata da Filippa; Yennefer, dal canto suo, è sempre più preoccupata per le sorti della ragazza, delle quali si sente profondamente responsabile. Sorprendentemente però, Yennefer riceve l'aiuto di Fringilla che le suggerisce indirettamente un modo per teletrasportarsi lontano da Montecalvo, evitando il blocco magico imposto da Filippa.
Risalendo lungo il corso dello Jaruga, la compagnia di Geralt si riunisce brevemente ai nani di Zoltan Chivay i quali sono quasi giunti a Mahakam, la loro terra natia: il nano prima di separarsi dallo strigo gli fa dono della sua spada sihill, di pregevole fattura. Procedendo nel viaggio il gruppo scopre che la guerra infuria anche nel remoto est: ai nilfgaardiani si contrappongono i guerrieri della misteriosa Regina Bianca. Lungo il viaggio inoltre il gruppo ha modo di conoscere meglio Regis, che rivela di aver smesso di "bere" sangue dopo un'esperienza quasi fatale e in seguito, con acume e razionalità, dimostra l'illogicità di diverse credenze riguardanti i suoi simili. Un altro problema sorge quando Milva si rivela essere incinta da più di due mesi: la ragazza, temendo di rivelarsi un peso per la compagnia e turbata dal fatto di non conoscere il padre del bambino (concepito dopo una notte in cui aveva avuto diversi rapporti occasionali con gli Scoia'tael), vorrebbe assumere un medicinale preparato da Regis che la aiuterà ad abortire. Geralt è l'unico del gruppo a mostrare incertezza davanti alla scelta di Maria e, incontrandola in privato e aiutandola a tirare fuori tutte le sue insicurezze, riesce infine a farla desistere. Preoccupato per la sua sicurezza, Geralt propone a Regis di cambiare direzione e non passare nella palude infestata di Ysgith, ma di raggiungere la riva nilfgaardiana dello Jaruga. Qui Geralt e i suoi amici si ritrovano in mezzo al fuoco incrociato delle truppe di Lyria e di quelle di Nilfgaard, durante la battaglia per uno dei ponti sul fiume; l'intervento dello strigo e di Cahir è decisivo e ribalta le sorti dello scontro permettendo alla resistenza di respingere gli imperiali uccidendo il loro leader, Morteisen; Milva però rimane ferita per via di una freccia e finisce per perdere il suo bambino. Dopo lo scontro, Geralt conosce la Regina Bianca che si rivela essere niente meno che sua maestà la regina Meve, sovrana di Rivia e di Lyria, e ritenuta morta durante l'invasione nilfgaardiana; la donna nomina Geralt cavaliere per il suo atto di eroismo e gli conferisce come predicato il titolo di "Geralt di Rivia".

## Edizioni
- Andrzej Sapkowski, Il battesimo del fuoco, traduzione di Raffaella Belletti, Editrice Nord, 2014,  p. 468, ISBN 978-88-429-2224-7.